# Мельхіор Ноймайр
Мельхіор Ноймайр (нім. Melchior Neumayr, нар. 24 жовтня 1845 — пом. 29 січня 1890) — австрійський палеонтолог, син Макса фон Ноймайра, Баварського міністра.

## Біографія
Мельхіор Ноймайр є випускником Мюнхенського університету, а науковий ступінь доктора філософії отримав у Гайдельберзі. Після певного досвіду у польовій геології під керівництвом Вільгельма фон Ґюмбеля, Ноймайр приєднався до роботи над австрійською геологічною оцінкою 1868 року. Через чотири роки повернувся до Гайдельбергу, однак 1873 року його було призначено професором палеонтології у Відні, де він пропрацював до кінця свого життя.
Його наукова робота стосувалася дослідження амонітів Юрського та Крейдового періодів, а також молюсків третинного періоду. У своїх працях він намагався відстежити походження цих видів.
Він також мав справу з кліматичними зонами під час Юрського та Крейдового періодів та намагався показати, що екваторіальна морська фауна відрізнялась від фауни помірного клімату, а фауна помірного клімату в свою чергу відрізнялась від арктичного клімату. Так само, як сучасні фауни відрізняються в залежності від кліматичних зон. 

## Роботи
- 1883 — «Über klimatische Zonen während der Jura und Kreidezeit»
- 1887 — «Erdgeschichte»
- 1889 — «Die Stämme des Thierreiches»